# Aqaba
Aqaba ili Akaba (arap.: العقبة, Al-ʻAqabah) grad je u južnom Jordanu i jedina jordanska luka koji se nalazi u Akapskom zaljevu koji pripada Crvenom moru. Grad Aqaba glavni je grad provincije i istoimene guvernije. 
Grad su osvojili Arapi tijekom Prvog svjetskog rata u srpnju 1917., preuzevši ga od Osmanskog Carstva, a poslije završetka rata pripadao je Kraljevstvo Hedžas. Kasnije je postao dio Transjordana (kasnije Jordan) koji je bio dio britanskog mandata nad Palestinom 1925. Od studenog 1956. do siječnja 1957. izraelske snage su zavladale gradom, tijekom Sueske krize.
Aqaba s okolicom čini slobodnu ekonomsku zonu, AZES (Aqaba Special Economic Zone) s posebnim poreznim zakonima, zamišljenim da privuku investitore u ovo područje. 
Godine 2004. u gradu je živjelo oko 80.000 osoba.
Turizam je dobro razvijen s hotelima poput Intercontinentala i Mövenpicka. Aqaba graniči s gradom Eilatom u Izraelu a granični prijelaz (jedan od tri između Izraela i Jordana) turisti obilato koriste. Iz grada je također moguće otploviti prema Tabi na Sinajskom poluotoku u Egiptu. Južno od grada je granični prijelaz prema Saudijskoj Arabiji. 
Jedan od simbola grada je i peti po visini u svijetu, samostojeći stijeg 137 metara visok, na kojem je zastava u bojama Arapskog ustanka, dimenzija 60 × 30 metra.
Ronjenje u Aqabi je od velikog značaja na obali od 26 km koja je dio Crvenog mora. Sjeverno od grada nalazi se međunarodna zračna luka. 